# Nordlig krokmossa
Nordlig krokmossa (Sarmentypnum tundrae) är en bladmossart som först beskrevs av Arnell, och fick sitt nu gällande namn av Lars Hedenäs. Nordlig krokmossa ingår i släktet nordkrokmossor, och familjen Calliergonaceae. Arten är reproducerande i Sverige.